# Pelléas et Mélisande
Cet article concerne la pièce de théâtre de M. Maeterlinck. Pour l'opéra de Debussy, voir Pelléas et Mélisande (opéra). Pour la musique de scène de Fauré, voir Pelléas et Mélisande (Fauré). Pour les autres sens, voir Pelléas et Mélisande (homonymie).
 (octobre 2016).
Si vous disposez d'ouvrages ou d'articles de référence ou si vous connaissez des sites web de qualité traitant du thème abordé ici, merci de compléter l'article en donnant les références utiles à sa vérifiabilité et en les liant à la section « Notes et références ».

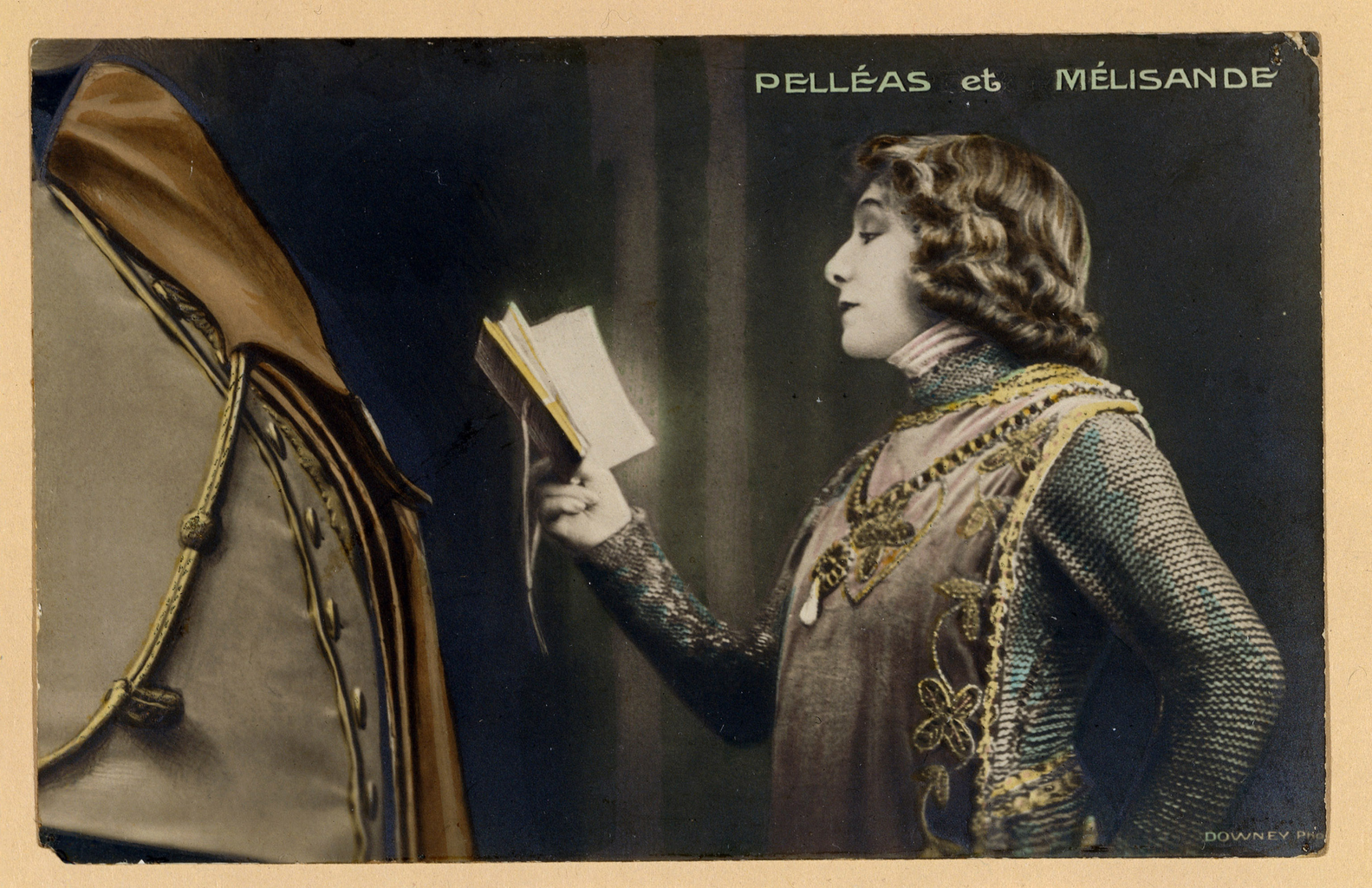
Sarah Bernhardt dans Pelléas et Mélisande.

Pelléas et Mélisande est une pièce de théâtre symboliste en cinq actes de Maurice Maeterlinck, créée le 17 mai 1893 au Théâtre des Bouffes-Parisiens. C'est un drame intemporel, avec une atmosphère de légende : les personnages apparaissent sans histoire, on ne connaît pas leur passé.

## Personnages
- Arkel, roi d'Allemonde, père de Geneviève
- Geneviève, mère de Pelléas et de Golaud
- Pelléas et Golaud, petits-fils d'Arkël
- Mélisande
- Yniold, fils de Golaud
- Un médecin
- Le portier
- Servantes, pauvres, etc.

## Résumé
L'histoire générale est une histoire d'amour tragique et de jalousie entre trois personnes : Mélisande, Golaud et Pelléas.
Golaud, perdu dans une forêt alors qu'il chassait, rencontre Mélisande en pleurs, craintive, timide et envoûtante. Elle vient de jeter sa couronne et menace de se donner la mort si Golaud tente de la récupérer ; les différentes questions que Golaud lui pose sur son origine et son passé restent sans réponse. Golaud l'emmène avec lui dans son château ; ils se marient. Au château se trouve aussi Pelléas, demi-frère de Golaud.
Avec le temps, Mélisande et Pelléas tombent amoureux, mais tout n'est que non-dits : ils ne s'avoueront leur amour qu'à la fin. Cet amour est platonique, à l'aune du caractère candide des deux jeunes gens. Dans cette pièce, l'amour s'avoue « à voix basse ».
La scène des aveux (IV, 4) coïncide avec l'acmé de la passion des deux personnages, qui tentent de s'exprimer, au sens étymologique : la passion tente une sortie de ces deux corps prisonniers des convenances sociales. Cette seule étreinte passionnée sera réprimée par Golaud dans le sang de Pelléas.
À l'acte V, Mélisande donne naissance à une fille. Mais ce sursaut de vie ne peut atteindre Mélisande, qui se meurt, non de la blessure légère que Golaud lui a faite au bras, mais de celle, incurable et incommensurable, qu'il lui a faite au cœur en tuant Pelléas.

## Commentaire
Le Moyen Âge regorge de ces histoires d'amour rendues impossibles par les convenances ; si le XIXe siècle est le siècle où l'on redécouvre le Moyen Âge, la représentation scénique de celui-ci est soumise aux problématiques d'écriture théâtrale de l'époque ; ainsi, le XIVe siècle de Prosper Mérimée, dans La Jacquerie, ne témoigne pas que d'un regain d'intérêt pour le Moyen Âge mais aussi d'une recherche dramaturgique et dramatique dans le cadre de la naissance du drame romantique. Il en est de même pour cette pièce de Maeterlinck : cette histoire d'amour impossible et de jalousie est le support d'une dramaturgie que les historiens nomment « symboliste ».
La pièce de Maurice Maeterlinck est une variation sur la vision : la caractéristique dramaturgique majeure de la pièce est l'obscurité et la pénombre, cette faible luminosité couvre le péché de ces amants qui ne doivent pas être vus, mais aussi permet de s'élever à un niveau supérieur de vision : l'on peut toujours ne voir dans les phénomènes de ce monde que ce qu'ils paraissent, mais dans un lieu si obscur, ce niveau inférieur de vision est rendu difficile, mieux vaut s'élever au degré symboliste de la vision et voir à travers et au-delà des phénomènes.
La dimension symbolique de la pièce est également présente par les lieux qui sont connotés (la forêt évoque le chaos d'où vient Mélisande, le château met en place une atmosphère de doute, la fontaine est le lieu d'où jaillit la vie et où peut naître l'amour de Pelléas et Mélisande, la chambre est le lieu de l'intimité amoureuse) et les actions qui sont également symboliques (la perte de l'anneau par Mélisande suggère la mort de l'amour entre Golaud et Mélisande).

## Mise en musique
De nombreux compositeurs furent inspirés par l'œuvre du poète belge :
- Gabriel Fauré, qui composa en 1898 une musique de scène pour la pièce (suite pour orchestre opus 80), Pelléas et Mélisande, orchestrée par Charles Koechlin ;
- William Wallace, en 1900, avec une suite d'orchestre ;
- Claude Debussy, en 1902, avec son opéra du même nom ;
- Arnold Schönberg, en 1902-1903, dans son poème symphonique du même nom (opus 5), Pelléas et Mélisande ;
- Jean Sibelius, qui composa en 1904-1905 une autre musique de scène (opus 46), Pelléas et Mélisande ;
- Mel Bonis, en 1922, dans sa pièce pour piano Mélisande[1] ;
- Alexandre Desplat, en 2013, dans sa symphonie concertante pour flûte et orchestre Pelléas et Mélisande[2].

## Autre
- Une adaptation en roman  graphique a été réalisée par P. Craig Russell.
- L'oeuvre a été parodiée à quatre reprises par Max Reinhardt en Allemagne, par Paul Reboux et Charles Müller, par Marcel Proust qui présenta à son ami Reynaldo Hahn Markel et Pelléas. Enfin, la pièce de Maeterlinck a inspiré le compositeur Camille Saint-Saëns en 1920 dans son pastiche Merdiflor et Cacahouette  (ISBN 979-10-92910-70-4) destiné à sa correspondance privée. L'historien de la musique Stéphane Leteuré en a fait une édition critique aux Petites Allées (Rochefort) en 2021.